# Prąd pierścieniowy
Prąd pierścieniowy – ruch naładowanych elektrycznie cząstek w obszarze ziemskich pasów radiacyjnych, który może być interpretowany jako prąd płynący dookoła Ziemi, głównie w płaszczyźnie równika magnetycznego, rozmywający się w miarę zbliżania do biegunów.
Cząstki naładowane, poruszając się między tzw. punktami zwierciadlanymi, nie docierają do samych biegunów. W obszarze owalu zorzowego, gdzie zmieniają kierunek ruchu wzdłuż linii sił, wskutek zmiany gęstości linii pola uzyskują dodatkowo składową równoleżnikową.